# رحیم مهریار
رحیم مهریار (به انگلیسی: Rahim Mehryar) در سال ۱۳۳۵ در جاده میوند شهر کابل در یک خانواده روشنفکر و متوسط الحال متولد گردید. او در سال ۱۳۵۲ از لیسه حبیبیه فارغ‌التحصیل گردید. رحیم مهریار تقریباً سی سال در دنیای هنر کار کرد. و از سن دوازده سالگی به آواز خوانی آغاز نمود. او با خانم پرستو، آواز خوان پر آوازه افغانستان، ازدواج کرده بود. مهریار داری ۳ دختر و یک پسر می‌باشد. دو تن از دختران او عروسی کرده‌اند و یک پسر و یک دختر سرگرم تحصیل هستند.
او از مدت ۳۰ سال به این طرف به آواز خوانی ادامه داده بود. او در کنسرتهای مکاتب سهم می‌گرفت سرانجام در سال ۱۳۵۲ لیسه حبیبیه به منظور تجلیل از ۲۶ سرطان (تیر) کنسرت به رهبری مسعور جمال اجرا نمود که در این کنسرت مهریار و احمد مرید خوب درخشیدند و با کمک مسعور جمال هر دو به رادیو راه یافتند. اولین اثر مهریار آهنگ زبان پشتو بنام سحر ماشامم دی اوشکی تویو مه بود. پس از این آهنگ در کنسرت کابل ننداری آهنگ امشب ببزم دل را سرود که تعداد علاقه‌مندان ان چندین مراتب زیاد شده بود. مهریار یکی از هنرمندانی بود که از وی یکصد و چهل و پنج آهنگ تنهایی و دوگانه با خانم پرستو در آرشیو رادیو تلویزیون افغانستان باقی‌مانده‌است. او در چندین جشنواره موسیقی، از جمله جشنواره هلند شرکت نمود و در این جشنواره در میان شرکت کنندگانی از ۲۳ کشور، او برنده جایزه شد. مهریار و همسرش پرستو کنسرتی را در تابستان سال ۱۳۸۸ به منظور کمک به کودکان افغانستان در شهر بن اجرا نمودند که کنسرت نامبرده تحت حمایت صدراعظم آلمان آنگلا مرکل اجرا کردیده بود.
مهریار و خانواده اش مدت ۲۰ سال در کشور آلمان شهر هانوهر زندگی کردند. وی را دوری از وطن به مریضی سرطان کبد مبتلا کرد. سرانجام او در تاریخ چهارشنبه ۲ سرطان ۱۳۸۹ خورشیدی برابر با ۲۳ ژوئن ۲۰۱۰ (میلادی) درگذشت و چند ماه پس از مرگ وی، همسرش پرستو، به افغانستان بازگشت.